# So
Az 1986-os So Peter Gabriel ötödik nagylemeze. Több dalra jellemző a hagyományos pop stílus, így azok slágerek lettek; más dalok Gabriel sötét, komor világát mutatják be.
Ez Peter Gabriel második albuma, amelynek Daniel Lanois volt a producere. Ők ketten korábban a Birdyn dolgoztak együtt. Lanoist korábban Brian Eno és a U2 producereként ismerték, ő hozta be az ambient hangzást az albumba.
A brit albumlistát vezette, a Billboard 200-on a 2. helyig jutott. A Rolling Stone magazin A 80-as évek 100 legjobb albuma listáján a 14. helyet szerezte meg. Szerepel továbbá az 1001 lemez, amit hallanod kell, mielőtt meghalsz című könyvben.

## Az album dalai
| 1. | Red Rain         | Peter Gabriel         | 5:39 |
| 2. | Sledgehammer     | Gabriel               | 5:12 |
| 3. | Don't Give Up    | Gabriel               | 6:33 |
| 4. | That Voice Again | Gabriel, David Rhodes | 4:53 |

| 1. | In Your Eyes                          | Gabriel                  | 5:27 |
| 2. | Mercy Street                          | Gabriel                  | 6:22 |
| 3. | Big Time                              | Gabriel                  | 4:28 |
| 4. | We Do What We're Told (Milgram's 37)  | Gabriel                  | 3:22 |
| 5. | This is the Picture (Excellent Birds) | Laurie Anderson, Gabriel | 4:25 |

## Közreműködők
- Peter Gabriel – ének, szintetizátor, zongora (1, 2, 3, 4, 5, 6, 8, 9), ütőhangszerek (4), Linn (3, 7, 9), Synclavier (9)
- Tony Levin – basszusgitár (1, 2, 3, 4, 5, 7, 9)
- David Rhodes – gitár (1, 2, 3, 4, 5, 7, 8), háttérvokál (1, 5)
- Jerry Marotta – dob (1, 5, 8), drumstic bass (7)
- Manu Katché – dob (2, 3, 4, 5), ütőhangszerek (3, 4, 5), beszélő dob (5, 9)

### További zenészek
- Chris Hughes – trombita (2), Linn programozása (1)
- Stewart Copeland – hi-hat (1), dob (7)
- Daniel Lanois – gitár (1, 2, 4, 7, 9), csörgődob (2)
- Wayne Jackson – trombita (2, 7), kornett (7)
- Mark Rivera – tenorszaxofon (2, 7), szaxofon (6)
- Reggie Houston – baritonszaxofon (2, 7), torzított szaxofon (7)
- Don Mikkelson – harsona (2, 7)
- P. P. Arnold – háttérvokál (2, 7)
- Coral Gordon – háttérvokál (2, 7)
- Dee Lewis – háttérvokál (2, 7)
- Richard Tee – zongora (3, 5, 6)
- Simon Clark – szintetizátor (3, 7), orgona (7), basszusgitár (7)
- Kate Bush – ének (3)
- L. Shankar – hegedű (4, 8)
- Larry Klein – basszusgitár (5, 6)
- Youssou N'Dour – ének (5)
- Michael Been – háttérvokál (5)
- Jim Kerr – háttérvokál (5)
- Ronnie Bright – basszus vokál (5)
- Ustad Nusrat Fateh Ali Khan – háttérvokál (5)
- Renard Poche – piccolo trombita (2, 7), trombita (6)
- Djalma Correa – surdo, konga, triangulum (6)
- Jimmy Bralower – Linn (7)
- Laurie Anderson – ének (9)
- Bill Laswell – basszusgitár (9)
- Nile Rodgers – gitár (9)

## Fordítás
Ez a szócikk részben vagy egészben a So (album) című angol Wikipédia-szócikk ezen változatának fordításán alapul.  Az eredeti cikk szerkesztőit annak laptörténete sorolja fel. Ez a jelzés csupán a megfogalmazás eredetét és a szerzői jogokat jelzi, nem szolgál a cikkben szereplő információk forrásmegjelöléseként.